# Psi3 Aurigae
Psi3 Aurigae (ψ3 Aurigae, förkortat Psi3 Aur, ψ3  Aur) som är stjärnans Bayerbeteckning, är en ensam stjärna belägen i den mellersta delen av stjärnbilden Kusken. Den har en skenbar magnitud på 5,20 och är svagt synlig för blotta ögat där ljusföroreningar ej förekommer. Baserat på parallaxmätning inom Hipparcosuppdraget på ca 2,38 mas, beräknas den befinna sig på ett avstånd på ca 1 370 ljusår (ca 420 parsek) från solen.

## Egenskaper
Psi3 Aurigae är en blå jättestjärna av spektralklass B8 III. Den har en radie som är ca 4 gånger större än solens och utsänder från dess fotosfär ca 1 620 gånger mera energi än solen vid en effektiv temperatur på ca 13 400 K.